# Jerry Bey
Jeremias (Jerry) Bey (Leiden, 1 oktober 1923 –  aldaar, 23 april 1984) was een Nederlandse zanger van het levenslied. Hij was de broer van de Zangeres Zonder Naam. Hij is vooral bekend geworden van het duo: Jerry en Mary Bey en zong met haar onder meer nummers als "De bedelaar van Parijs". Jerry Bey nam ook een LP op waar hij nummers vertolkte van Willy Derby. 
Solo of samen met zijn zuster maakte hij meer dan twintig LP's en solo zong hij op ongeveer tachtig platen (singles). 
Het duo verscheen als Jerry & Mary ook op vele verzamel-LP’s en CD’s (label: Telstar).